# 敘利亞-瑪蘭卡禮天主教穆瓦特圖普扎教區
敘利亞-瑪蘭卡禮天主教穆瓦特圖普扎教區 （拉丁語：Eparchia Muvattupuzhensis）是一個東儀天主教教區（敘利亞-瑪蘭卡禮），屬蒂魯瓦爾拉總教區。
教區成立於2002年12月19日，範圍包括喀拉拉邦中部三縣。2009年有教友12,640人（佔轄區總人口0.1%）、六十六個堂區、四十二名司鐸。現任教區主教為亞伯辣罕‧卡奇克納特。